# کیمی ورما
کیمی ورما (پنجابی: ਕਿਮੀ ਵਰਮਾ) زادۀ ۲۰ نوامبر ۱۹۷۷، که به طور معمول به کیمی ورما شناخته می شود، بازیگر هندی-آمریکایی و طراح مد است.

## فیلم‌شناسی
- خوش آمدی (۲۰۰۲)[۲]
- روستای من (۲۰۰۸)[۳]
- پرواز: سفر (۲۰۲۱)[۴]